# اف‌بی‌دی

اف‌بی‌دی

اف‌بی‌دی یا نمودار بلوکی رویه نوعی نمودار بلوکی است که رابطهٔ بین ورودی و خروجی را با استفاده از یک تابع که با تعدادی بلوک پایه ایجاد می‌شود نمایش می‌دهد. نمودار بلوکی رویه یکی از پنج زبان پشتیبانی‌شده در آی‌ئی‌سی ۶۱۱۳۱-۳ برای بیان منطق و پیکربندی کنترل یک سامانه کنترل مانند کنترل‌کننده منطقی برنامه‌پذیر یا سیستم کنترل توزیع‌شده است. زبان‌های دیگری که توسط این استاندارد پشتیبانی می‌شوند عبارتند از منطق نردبانی، نمودار توالی رویه، متن ساخت‌یافته، و فهرست دستورها.

## واژه‌نامه
1. ↑  Function block diagram یا FBD
2. ↑  ladder logic
3. ↑  sequential function chart
4. ↑  structured text
5. ↑  instruction list